# Anne Rieckhof

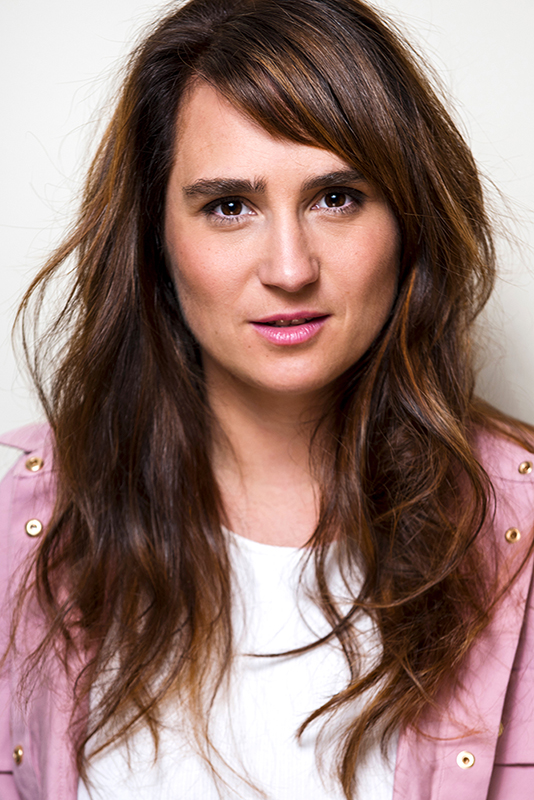
Anne Mareen Rieckhof (2022)

Anne Mareen Rieckhof (* 19. April 1989 in Schwerin) ist eine deutsche Schauspielerin, Sprecherin, Schauspieldozentin, Theaterpädagogin und Regisseurin.
Sie ist die Urgroßnichte der österreichischen Schauspielerin Angelika Hauff.

## Berufliche Entwicklung
Die ersten schauspielerischen Schritte unternahm Anne Rieckhof am Schultheater ihrer Heimatstadt Schwerin in der Theatergruppe am Goethe-Gymnasium Schwerin (TaGGS) unter Leitung von Anne-Kathrin Holz im Jahre 1999.
Nach ihrer Diplom-Schauspielausbildung von 2008 bis 2012 an der Hochschule für Musik und Theater Rostock gastierte Anne Rieckhof zunächst bei den 54. Gandersheimer Domfestspielen.
Von 2012 bis 2014 war sie erstmals festes Ensemblemitglied des Südthüringischen Staatstheaters Meiningen. Dort wurde ihr zuletzt der Ulrich-Burkhardt-Förderpreis für ihre Interpretation der „Rose Bernd“ verliehen, der jedes Jahr vom „Meininger TheaterFreunde e. V.“ an herausragende junge Künstler des Meininger Theaters vergeben wird.
In den Spielzeiten 2014/15 bis 2016/17 war sie festes Ensemblemitglied am Landestheater Coburg. Während dieser Zeit unterstützte sie die theaterpädagogische Arbeit und leitete eine Improvisationstheatergruppe. Seit 2020 studiert Anne Rieckhof berufsbegleitend Theaterpädagogik an der Theaterwerkstatt Heidelberg.
Mit einem Chansonabend startete sie 2016 erstmals vor einem größeren Publikum ihr musikalisches Engagement gemeinsam mit Dominik Tremel. Im Duo „Cirque Brûlé“ spielt, singt und konzipiert sie seitdem eigene Chansonabende zusammen mit dem Musiker.
Ab der Spielzeit 2017/2018 bis 2021/22 war Anne Rieckhof am Saarländischen Staatstheater in Saarbrücken engagiert und wurde 2022 für ihre Interpretation der „Frau von der Botschaft“ als beste Nachwuchsschauspielerin der KritikerInnenumfrage der Theater heute nominiert.
Im Frühjahr 2021 gründete sie das herzWERK Saarbrücken. Eine professionelle Spiel- und Energiewerkstatt im Herzen von Saarbrücken, in der sie eigene Herzensprojekte („Herzwerke“) erschafft und realisiert sowie anderen den Raum bietet, ihre Herzensprojekte umzusetzen.
Seit der Spielzeit 2022/23 arbeitet Anne Rieckhof freischaffend und gastierte unter anderem am Theater und Orchester Heidelberg, dem Pfalztheater Kaiserslautern, dem Saarländischen Staatstheater und dem Deutschen Theater Berlin.
Sie ist ebenso in Film und Fernsehen zu sehen, als auch als Sprecherin und Schauspieldozentin tätig. Seit dem Wintersemester 2022/23 hat sie den Lehrauftrag an der HfM-Saar für Schauspiel inne.

## Filmografie (Auswahl)
- 2011: Hungrig nach Meer – Anne (Kurzfilm; Regie: Andreas Ehrig; Rostocker Schule)
- 2011: Von Wölfen und Menschen – Marie (Kurzfilm; Regie: Andreas Ehrig; Rostocker Schule)
- 2012: Freunde bleiben – Sie (Kurzfilm; Regie: Veronika Sawicki; FH Kiel)
- 2013: Maslowsche Bedürfnispyramide – Silvia (Kurzfilm; Regie: Norman Schenk)
- 2014: Leben – Katja (Kurzfilm; Regie: Stefan Bürkner; HFF Konrad Wolf)
- 2015: Ein Herz für Dich… (Kurzfilm; Beitrag für das SMS-Filmfestival 2015 zum Thema „Lovestory“; Regie: Anne Rieckhof)
- 2016: Meine Zeit (Kurzfilm; Beitrag für das Speedcasting im Rahmen des SNOWDANCE Independent Film Festivals; Idee und Umsetzung: Anne Rieckhof und Stefan Groß)
- 2017: TRAUMfactory – (Kurzfilm; Beitrag für das SMS-Festival 2017 zum Thema „Mein Traum“; Regie: Anne Rieckhof)
- 2018: Ministere d'Egalite (Werbespot; Regie: Marc Misman; Estragon Film)
- 2018: VIGO – Victoria (Serie; Regie: Tobias Kirschner, Philip Müller)
- 2019: Noch nie so glücklich (Kurzfilm; Beitrag für das SMS-Festival 2019 – Gewinner (Top 50); Idee und Umsetzung: Anne Rieckhof und Eva Kammigan)
- 2020: Mitbewohner gesucht! – Wanda (Serie; Regie: Jörn Michaely; HBK Saar)
- 2020: Die 4 Jahreszeiten des Robert K. – Frau K. (Kurzfilm; Regie: Julian Lippke; HBK Saar)
- 2020: Ein Festlicher Streit (Kurzfilm; Regie: Emily Dausend, Kate Dettweiler, Carl Recktenwald, Max Schumann; Saarländischer Rundfunk)
- 2020: Geschichten von Überall – Omas Geheimnis – Mutter (TV-Film (Reihe); Regie: Lydia Bruna; KiKA / Saarländischer Rundfunk)
- 2021: In Wahrheit – Unter Wasser – Schmuckverkäuferin – (TV-Film (Reihe); Regie: Miguel Alexandre; ZDF)
- 2022: Schlussklappe – Susanne (Spielfilm; Regie: Niclas Mehne)
- 2023: Mitbewohner*in gesucht[6] – Wanda (Serie; Regie: Jörn Michaely, Saarländischer Rundfunk / ARD)

## Theaterrollen (Auswahl)
- 2010: Ein Sommernachtstraum – Hermia – Volkstheater Rostock – Regie: Anu Saari
- 2011: Der Bär – Popowa – Hochschule für Musik und Theater Rostock – Regie: Matthias Stier
- 2012: Tartuffe – Dorine – Gandersheimer Domfestspiele – Regie: Christian Doll
- 2012: Ein Volksfeind – Petra Stockmann – Das Meininger Theater – Regie: Lars Wernecke
- 2013: Richards Korkbein – Rose von Lima – Das Meininger Theater – Regie: Matthias Kniesbeck
- 2013: Hamlet – Ophelia – Das Meininger Theater – Regie: Ansgar Haag
- 2014: Nach Jerusalem – Dagmar – Das Meininger Theater – Regie: Jan Steinbach
- 2014: Rose Bernd – Rose Bernd – Das Meininger Theater – Regie: Lars Wernecke
- 2014: King Arthur – Emmeline – Landestheater Coburg – Regie: Matthias Straub
- 2014: Zur schönen Aussicht – Christine – Landestheater Coburg – Regie: Konstanze Lauterbach
- 2015: Eisenstein – Erna Schatzschneider – Landestheater Coburg – Regie: Tilman Gersch
- 2015: Wie im Himmel – Lena – Landestheater Coburg – Regie: Matthias Straub
- 2015: Der Räuber Hotzenplotz – Großmutter/Fee/Unke – Landestheater Coburg – Regie: Thorsten Köhler
- 2016: Die Grönholm Methode – Fiona Bellinghausen – Landestheater Coburg – Regie: Alice Asper
- 2017: Schlafen Fische? – Jette – Landestheater Coburg – Regie: Birgit Eckenweber
- 2017: Katzelmacher – Gunda – Landestheater Coburg – Regie: Thorsten Köhler
- 2018: Bezahlt wird nicht! – Margeritha – Saarländisches Staatstheater – Regie: Johanna Wehner
- 2018: Peterchens Mondfahrt – Nachtfee – Saarländisches Staatstheater – Regie: Jean Renshaw
- 2019: Shakespeare in Love – Viola de Lesseps – Saarländisches Staatstheater – Regie: Bettina Bruinier
- 2019: Hexenjagd – Mary Warren – Saarländisches Staatstheater – Regie: Christoph Mehler
- 2019: Ada und ihre Töchter – alle Töchter – Saarländisches Staatstheater – Regie: Thorsten Köhler
- 2020: Kohlhaas – Ein Mann für jede Krise – Ottilie Fugger, Elsy Kohlhaas, Ruth Schmidt – Saarländisches Staatstheater – Regie: Bettina Bruinier
- 2020: Trüffel, Trüffel, Trüffel – Madame Malingear – Saarländisches Staatstheater – Regie: Julia Prechsl
- 2021: Puck träumt eine Sommernacht – Puck – Saarländisches Staatstheater – Regie: Alice Buddeberg
- 2021: Augen ohne Gesicht – Doktor, Christine – Saarländisches Staatstheater – Regie: Wilke Weermann
- 2022: Schöne Bescherungen – Belinda – Saarländisches Staatstheater – Regie: Till Weinheimer
- 2022: Der Weg zurück – Dawn 2 – Saarländisches Staatstheater – Regie: Christoph Mehler
- 2022: Verfahren (UA von Kathrin Röggla) – Die Frau von der Botschaft – Saarländisches Staatstheater – Regie: Marie Bues
- 2022: La Linea – Sie – Theater und Orchester Heidelberg – Regie: Florian Huber
- 2022: Stillleben (UA von Caren Jeß) – Die Fußnoten – Theater und Orchester Heidelberg – Regie: Tugsal Mogul
- 2022: Hinter verzauberten Fenstern – Elfe – Saarländisches Staatstheater – Regie: Katharina Schmidt
- 2023: Ophelias Schattentheater – Ophelia – Saarländisches Staatstheater – Regie: Birgit Eckenweber
- 2023: Schöne neue Welt – Lenina, Linda – Pfalztheater Kaiserslautern – Regie: Krzysztof Minkowski

## Auszeichnungen (Auswahl)
- 2008: Hamlet.net – Preisträger: Theatertreffen der Jugend
- 2008: Hamlet.net – Ausstrahlung auf 3sat / ZDFtheaterkanal, Preisträger: LIEBE. MACHT: TOT(D) – Schüler spielen Shakespeare: Berliner Festspiele
- 2011: 1. Platz HMT – Interdisziplinär „Brüderchen, komm tanz mit mir…“ – Hochschule für Musik und Theater Rostock
- 2011: Der Meister und Margarita – Ensemblepreis – 22. Theatertreffen deutschsprachiger Schauspielstudierender[7]
- 2014: Ulrich-Burkhardt-Förderpreis – Meininger TheaterFreunde e. V. am Südthüringischen Staatstheaters Meiningen[8]
- 2014: Inszenierung des Jahres – „Rose Bernd“ – Meininger TheaterFreunde e.V. am Südthüringischen Staatstheater Meiningen
- 2015: 1. Platz der Jugendjury für „Fabian“, 33. Bayerische Theatertage Bamberg
- 2017: Gewinnerin mit dem Film TRAUMfactory (Regie: Anne Rieckhof) SMS 2017 / 35. Münchner Filmfest
- 2018: 1. Jurypreis, Preis der Stadt Jena, Hauptpreis: Goldene FILMthuer[9] für TRAUMfactory bei den 14. Thüringer Kurzfilmfestival Jena
- 2019: 1. Publikumspreis für „VIGO“, 3. Saarländisches Filmemacher-Wochenende
- 2019: Sonderpreis „FANTEX“ für „TRAUMfactory“, 7. BFF Fiction
- 2020: 1. Publikumspreis für „Noch nie so glücklich“ (Regie: Anne Rieckhof), One Shot Festival Saarbrücken
- 2022: Nennung „Beste Nachwuchsschauspielerin“ KritikerInnenumfrage 2022, Theater heute
- 2023: Einladung AutorInnentheatertage 2023 mit „Stillleben“, Deutsches Theater Berlin